# Carcinologie (zoölogie)
Carcinologie is die tak van de zoölogie (dierkunde) die zich bezighoudt met de studie van de kreeftachtigen (Crustacea). Iemand die zich met de carcinologie bezighoudt, noemt men een carcinoloog.